# Flymore
Flymore é uma banda de nu metal russa que se formou depois da separação do grupo Millennium. Igor e Denis foram os primeiros membros da banda, tendo encontrado um ao outro durante as suas férias, em 2002. Numerosos observadores atentam por a banda ter inspiração de Korn, sendo inspirados pelo gênero nu metal, dedicados à escola Old nu metal.

## História
Millennium começou nas imediações do estúdio quarto Igor Mukhins, onde praticaram o primeiro material da banda. Eles gastaram muito de seu tempo livre tocando múioscas de Nirvana e Green Day. O material início do milênio foi comparado a bandas como Limp Bizkit, Nirvana e Rage Against The Machine. Igor e Denis queriam mais do que tinham naquele tempo. Eles recrutaram o baterista Dmitriy Kurin e um cantor chamado Frozt, que deixou a sua banda e queria experimentar algo novo com o Millennium. A banda fez seu show de estreia no clube Ivanovo's Rock. Depois disso, o Millennium tocou em qualquer lugar ques podiam com bandas locais, aumentando sua base de fãs. Eventualmente, eles desembarcaram um show em Moscou, no lendário concurso anual de música Rock in the Fire em 2004. Um ano depois, Dimitri deixou a banda estar, devido sua dependência do álcool.
Em 2005, a banda tomou conhecimento do baterista Serj Kulikov, depois de ver sua banda Tvorok e tentaram levá-lo para participar do Millennium. Serj inicialmente não queria se juntar a banda e recusou-los. Logo depois que o guitarrista do Tvorok deixou a banda e Serj se tornou o novo baterista. A banda logo recebeu aviso de que o nome  "Millennium" já era registrado, assim, mudaram seu nome para Flymore. Igor propôs convidar seu amigo para Nik uma jam session como um segundo guitarrista e os membros da banda gostaram dele, então, depois de algumas conversas que começaram a tocar juntos. A banda começou a tocar em shows ao vivo e escrevendo material novo e, em 2007, o Flymore gravou seu primeiro LP; "Millennium 45", com o produtor Dimitri Taravkov, que foi lançado em 6 de outubro de 2009.
Dmitriy já trabalhou com vários astros do rock russo. Flymore permaneceu em Moscou durante três meses e trabalhou em mais de 20 canções com Dmitriy em Mosfilm Studio. Juntos, eles decidiram usar 12 músicas para organizar, afinar e moldar, para que melhor refletisse o estilo do grupo. Desde 2007 começaram a turnê nacional, tocando em todos os festivais de rock de toda a ex-URSS: Rússia, Ucrânia e Bielorrússia.

## Estilo
Flymore teve muitas influências de gêneros musicais que foram estabelecidas na década de 1990. Nas obras de seu primeiro álbum "Millennium 45", eles afinaram um som que fundem elementos do , Industrial Metal e os estilos de música ambiente com o som mais cru do Nu metal.Essa fusão criou um som mais original como observado em sua música "Insane". Eles relataram que o Korn é a sua maior inspiração.Tanto que houve um pouco de acusações Flymore ser um rip-off completo do Korn. No entanto, Frozt afirmou-se que "Nós não queremos copiar Korn, só queremos reviver o som de Nu Metal que todos conheciam e amavam"
Flymore - é a devoção à velha escola do Metal Nu. A banda teve muitas influências de gêneros musicais que foram estabelecidas nos anos 90. Nos trabalhos de seu primeiro álbum Millennium IV V, que aperfeiçoá-lo um som que os elementos fundidos de Dark Wave, Metal Industrial, e estilos de música atmosférica, com um som mais cru do nu metal. Sonho atual Flymore é agregar um grande negócio para o desenvolvimento do nu metal.
Ser russo de nascimento, a banda canta em Inglês. Este é também um sinal de devoção ao estilo. Membros Flymore considerar: "Língua russa é a melhor solução no gênero tão estilo rock frio russo, apareceu em São Petersburgo após a União Soviética entrar em colapso, mas Nu Metal nasceu nos EUA no idioma Inglês e deve permanecer como tal, se pretendemos preservar a tradição."
Algumas músicas observação comentaristas que as composições Flymore estão saturados com os riffs de guitarra rígidos, tem uma estrutura cíclica como-Industrial, vocal está seca, colorida com uma rouquidão brutal, se impressionar com a sua gravidade. "Ele lembra Jonathan Davis , - dizem, - embora, graças Got, não é Davis ".
O novo álbum sairá no final da primavera de 2012. Suas composições diferentes do álbum anterior por sua sensibilidade brutal, unidade de guitarra, as variações mais amplas de temas. E ainda o princípio importante para a banda Flymore é o metal Nu. É para preservar e expandir o estilo em sua forma primordial. Músicos experimento com um «saboroso» do rock soa em seus novos trabalhos, expressar uma energia de gordura e as emoções profundas, com a ajuda da música, eles procuram inspiração em uma densidade de som, a simetria de harmonia e na qualidade do desempenho em si.

### 2011 - presente
Em 2011 Serj Kulikov deixou a banda. Novo baterista Serj Yashin se juntou a banda em abril de 2011 e trouxe um monte de coisas novas em sua música. Maio, 26, 2011 Flymore foi escolhido como um aquecimento para a banda Korn, em Minsk, na Bielorrússia. eles também estão olhando para torná-la grande, nos EUA, à procura de uma gravadora americana.

## Mascote
Flymore tem um lema "Se você quer voar então FlyMore '. Ao mesmo tempo, o mascote da banda não está voando como uma atividade humana, mas uma mosca. Pelo menos uma mosca aparece em qualquer vídeo oficial da banda e apresenta em cada pôster, em merch. A mascote está enraizada de FLY Igor Muchin do apelido: wich vem da tradução do seu nome de família do russo para em Inglês.

## Membros
Membros Atuais
- Vocal - Max Morozov
- Guitarra - Igor Mukhin
- Baixo - Denis Rybakov
- Bateria - Serj Yashin
- Guitarra - Nikita Alekseev

Ex Membros
- Bateria - Serj Kulikov
- Bateria - Dmitriy Kurin

## Discografia
Álbuns de estúdio
- 2009 - Millennium 45

Demos EP
- 2013 - Mind Tricks